# اچ‌ام‌اس لژیون (۱۹۱۴)
اچ‌ام‌اس لژیون (۱۹۱۴) (به انگلیسی: HMS Legion (1914)) یک کشتی بود که طول آن ۲۶۹ فوت (۸۲ متر) بود. این کشتی در سال ۱۹۱۴ ساخته شد.